# Albane Gaillot
Albane Gaillot (ur. 7 lipca 1971 w Paryżu) – francuska polityk reprezentująca partię La République En Marche! W wyborach parlamentarnych w czerwcu 2017 r. została wybrana do francuskiego Zgromadzenia Narodowego, w którym reprezentuje departament Dolina Marny.